# Адольф I (граф Марка)

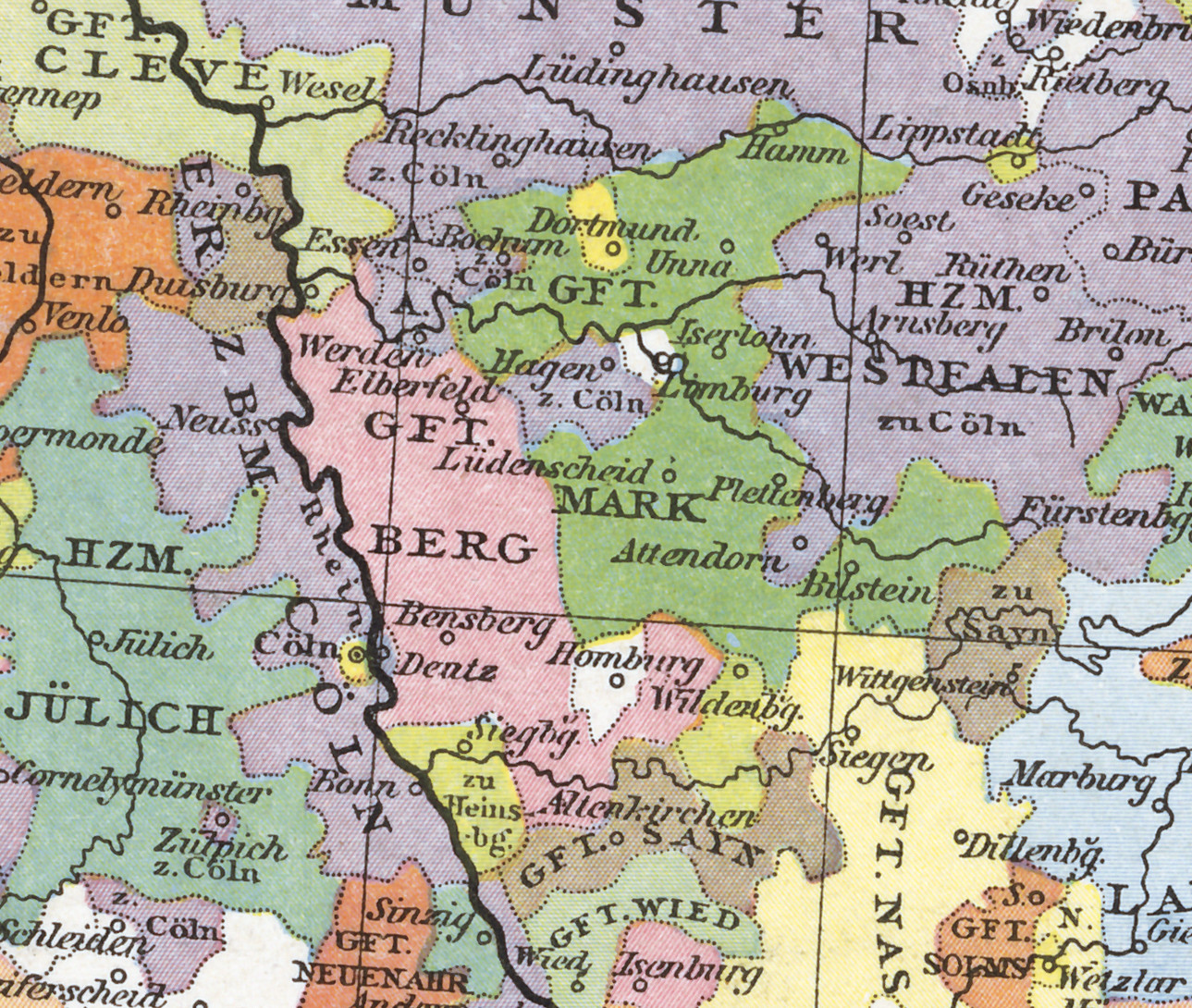
Графство Марк (в центре зелёным)

Адольф I (нем. Adolf I. von der Mark; 1194/1198 — 28 июня 1249) — первый граф Марка с 1226 года. Сын Фридриха, графа фон Берг-Альтена, и его жены Альверадис фон Крикенбек.

## Биография
С 1198/1199 года, после смерти отца — граф фон Берг-Альтена.
В 1226 году получил (как ближайший родственник) конфискованные владения Фридриха фон Изенберг, и объявил себя графом фон дер Марк (по имени своей резиденции с 1202 года).
В 1242 году вернул часть этих земель сыну Фридриха — Дитриху фон Альтена-Изенберг.
В 1243 году продал графу Гельдерна Оттону II графство Крикенбек, полученное в наследство от матери.
В 1226 году основал город Хамм, ставший одной из графских резиденций.

## Семья
Жена (ок. 1215) — Ирмгарда, дочь гельдернского графа Оттона I. Дети:
- Эберхард (убит на турнире в 1241)
- Оттон (ум. 14 августа 1262), граф Альтены и Бланкенштайна
- Энгельберт I (ум. 16 ноября 1277), граф фон дер Марк
- Герхард (ум. 1272), епископ Мюнстера с 1261
- Рихарда (ум. после 1270), муж — Оттон I, граф фон Дале.